# Idiocerus flavotinctus
Idiocerus flavotinctus är en insektsart som beskrevs av Henry Fairfield Osborn 1924. Idiocerus flavotinctus ingår i släktet Idiocerus och familjen dvärgstritar. Inga underarter finns listade i Catalogue of Life.